# Proechimys brevicauda
Proechimys brevicauda is een zoogdier uit de familie van de stekelratten (Echimyidae). De wetenschappelijke naam van de soort werd voor het eerst geldig gepubliceerd door Günther in 1877.

## Voorkomen
De soort komt voor in Colombia, Ecuador, Peru, Bolivia en Brazilië.